# Phorbia curvicauda
Phorbia curvicauda är en tvåvingeart som först beskrevs av Zetterstedt 1845.  Phorbia curvicauda ingår i släktet Phorbia och familjen blomsterflugor. Arten är reproducerande i Sverige. Inga underarter finns listade i Catalogue of Life.